# Шкодер
Шко́дер (Шкодра, устар. Скутари, алб. Shkodër, Shkodra, славянское название — Скадар) — город в Албании, расположенный на берегу озера Шкодер в 20 км от побережья Адриатического моря, вблизи слияния рек Дрин и Буны.
В 13 км от города пролегает государственная граница с Черногорией. Является административным центром области Шкодер и муниципалитета Шкодер.
Шкодер — четвёртый по величине город в Албании. По состоянию на 2011 год население города составляет 135 612 человек.
Шкодер — один из древнейших и наиболее известных городов Албании с богатейшим историко-культурным наследием. В настоящее время также является основным экономическим центром северной Албании.

## Этимология
Албанское название города Shkodër, так же как и славянское Скадар, по наиболее распространённой версии, происходит от латинского слова scutarii, что в буквальном переводе означает «защитники», и относилось к располагавшемуся здесь в поздний римский период легиону.

## История
Шкодерская крепость была заложена в IV веке до н. э. иллирийским племенем лабеатов. В 168 году до н. э. город был захвачен римлянами, после чего стал развиваться в качестве важного торгового и военного центра. Не позднее VII века в окрестностях города стали активно селиться славянские племена. В дальнейшем город вошёл в пределы крупного славянского государственного формирования Дукля (с центром в современной Черногории). История города X—XV вв. теснейшим образом связана с развитием средневековых сербских государств Рашка и Зета.
В 1479 году город был захвачен турками, перед этим выдержав две крупные осады 1474 и 1478 гг. Сопротивлением туркам руководил албанский князь Лека Дукаджини, последователь Георгия Скандербега. Город был разорен, а большая часть населения бежала.
В рамках Османской империи Шкодер был центром сначала одноименного вилайета, а затем санджака, оставаясь на протяжении всего османского периода важным политико-административным, военным, ремесленным и торговым центром, широко известным на всем Балканском полуострове и в Италии.
С 1757 по 1831 год Шкодер был столицей Шкодерского пашалыка во главе с династией Бушати и фактически отпал от Османской империи, находясь к ней лишь в формальной зависимости.

В XVIII—XIX вв. шкодерские правители, как верные Порте, так и восстававшие против неё, находились почти в постоянных военных конфликтах с соседней Черногорией, которая постепенно расширяла свои границы за счёт Шкодерского пашалыка. В этой связи начиная с 1840—1850-х гг. Шкодер занял важное место в рамках Восточного вопроса, и в нём были открыты дипломатические представительства всех великих держав. 
В XIX веке Шкодер становится одним из важнейших центров культурного и политического возрождения албанцев. Именно здесь печатались первые албанские газеты и журналы.
Вместе с тем Шкодер был ключевым центром католической пропаганды в северной Албании, здесь находилась резиденция католического архиепископа. В 1867 году в Шкодере был построен католический кафедральный собор.
В ходе Первой балканской войны 1912 года Шкодер был атакован черногорскими и сербскими войсками. Потерпев поражение при попытке штурма, черногорцы приступили к планомерной осаде. Начальником шкодерского гарнизона был албанский аристократ Эссад-паша Топтани, ненавидевший турок вообще и младотурок — в особенности. Он отнюдь не препятствовал антитурецкому восстанию, вспыхнувшему в Мирдите и центральной Албании. Восстание было организовано при поддержке Королевства Черногории, эмиссары которого осуществляли связь с повстанцами именно через Шкодер. Осторожный и расчётливый Эссад-паша выжидал подходящего момента, чтоб повернуть оружие против Османской империи. Целых семь месяцев он успешно оборонял Шкодер. Свыше 10 000 черногорцев сложили свои головы под его стенами. Наконец, в апреле 1913 году Эссад-паша сдал крепость Шкодер кронпринцу Черногории Даниле Петровичу-Негошу, заключив соглашение с черногорским командованием, согласно которому, вывел весь вверенный ему личный состав с оружием и боеприпасами — и присоединился к албанским повстанцам в центральной Албании.
По планам Сербии, Шкодер должен был быть присоединен к ней как часть Старой Сербии вместе с Метохией, Косовом полем и Северной Македонией. Одним из оснований к этому было наличие большого количества коренного сербского населения как в самом городе, так в его окрестностях. Однако, по решению Лондонской конференции великих держав, в мае 1913 года Шкодер вошел в состав новообразованного государства Албания.
Во время Первой мировой войны Шкодер находился под оккупацией со стороны Австро-Венгрии (1916—1918). В 1918 году был освобождён французскими войсками, и в 1919 году вновь передан Албании.
В межвоенный период в Шкодаре началось развитие пищевой, текстильной и цементной промышленности. По переписи 1924 года в городе проживало 20 тыс. человек, в 1938 году — уже 29 тыс. человек.
В первые годы правления коммунистической АПТ Шкодер был крупным очагом антикоммунистической оппозиции, в сентябре 1946 года город был атакован Пострибскими повстанцами.

## Современное положение
В настоящее время Шкодер — важный промышленный и образовательный центр. В городе развито машиностроение, текстильное производство и производство электроники, а также пищевая промышленность. В городе находятся университет, библиотека (250 тыс. томов), театр имени Мигени, художественная галерея, исторический музей.
Большую часть населения составляют этнические албанцы и почти полностью ассимилированные ими славяне. В отличие от центральной и южной Албании, большое место в жизни современного Шкодера и его округи по-прежнему играет католицизм, который исповедует значительная часть населения.
С точки зрения туризма город развит недостаточно, однако благодаря близкому соседству Черногории туристическая отрасль начинает играть все более важную роль. Главной туристической достопримечательностью города является Шкодерская крепость, которая, несмотря на многочисленные разрушения и перестройки, хорошо сохранилась.

## Достопримечательности
- Шкодерская крепость
- Памятник Луидю Гуракучи в Шкодере